# Caribbean Festival of Arts
Das Caribbean Festival of Arts (CARIFESTA) ist eine internationale multikulturelle Veranstaltung, die im Turnus von den Ländern der Karibik veranstaltet wird. Das wichtigste Ziel ist es, Künstler, Musiker und Schriftsteller zusammenzubringen und folkloristische und künstlerische Werte der karibischen und lateinamerikanischen Länder darzustellen.

## Geschichte
Das erste Caribbean Festival of Arts fand 1972 statt. Diese Veranstaltung war von Guyanas damaligem Präsidenten Forbes Burnham  nach dem Vorbild einer Veranstaltung ausgerichtet worden, die 1952 in Puerto Rico stattfand. Burnham veranstaltete eine Reihe von Konferenzen mit karibischen Künstlern und Schriftstellern, die sich letztlich zum Format der ersten Carifesta entwickelten.
Die Organisation CARIFESTA entstand dann aus einem der Regionaltreffen von Künstlern die 1970 an einer Writers and Artists Convention in Georgetown, Guyana, teilnahmen. Zu gleicher Zeit erlangte Guyana seinen Status als Republik.
In Bezug auf das Festival wurden drei Hauptziele formuliert:
- Das Festival sollte Inspirationen vermitteln und Künstlern die Möglichkeiten eröffnen untereinander Techniken und Motivationen auszutauschen
- Es sollte ein Bildungsziel haben, indem die Menschen der karibischen Gebiete mit den Werten in Berührung kommen, die aus verschiedenen Kunstformen entstehen und es sollte eine Verbindung schaffen und die Menschen unterhalten in einem Grad und in einer Art, die sich den Menschen der Karibik selbst empfehlen sollte.
- Das regionale kreative Festival wurde erstmals in Georgetown, Guyana in 1972 abgehalten. Es zog Künstler aus mehr als 30 karibischen und lateinamerikanischen Ländern an.[1]

Das kulturelle 'Dorfleben' des CARIFESTA soll als Mischung der Staaten der Karibische Gemeinschaft (Caribbean Community, CARICOM); der weiteren Karibik, Lateinamerikas gestaltet sein und auch Repräsentanten von Afrika, Asien, Europa und Nordamerika aufnehmen.
Die Vision ist, dass Menschen mit Wurzeln in Asien, Europa und Afrika zusammenkommen um gemeinsam ihre Kunstformen zu gestalten und auch die Literatur aufzunehmen, inspiriert von dem eigenen Temperament der Karibik; und Bilder zu gestalten, die von der ehrfurchtgebietenden tropischen Ökologie befruchtet sind; und das visionäre Erbe der Ahnen zu pflegen.

## Ziele
Die offiziellen Ziele der CARICOM Organisation:
- Das Leben der Menschen der Region darstellen - ihre Helden, Moral, Mythen, Traditionen, Glaubenssätze, Kreativität, Ausdrucksweisen.
- Die Gemeinsamkeiten und Unterschiede der Menschen der Karibik und Lateinamerikas zu zeigen
- ein Klima zu gestalten, in welchem Kunst blühen kann, so dass Künstler ermutigt werden in ihre Heimatländer zurückzukehren.
- eine regionale Identität der Literatur zu erwecken.
- die Kulturelle Bewegung in der ganzen Region anzuregen und zu vereinigen.[4]

CARIFESTA wird als eine Art künstlerisches und kulturelles „Olympia“ betrachtet, welches sowohl regional, als auch international Aufmerksamkeit erhält. Das Festival besteht aus einer kulturellen Eröffnungszeremonie und einer Schlusszeremonie, sowie zahlreichen verschiedenartigen Events dazwischen, zum Beispiel:
Drama – mit Aufführungen von aufwändigen Musical-Produktionen bis hin zu Comedy, Fantasy, Ritualen, Geschichte, Volkstheater und Legenden.
Music – Konzerte, Musikvorträge und musikalische Shows mit Folkrhythm, Jazz, sowie Pop, Klassik und Ballet. Zum Einsatz kommen indische Tablas, afrikanische Trommeln, karibische Steel Pans, Piano, Violinen, Flöten und Gitarre und viele andere.
Visual Art – Ausstellungen von Skulpturen, Graphiken, Gemälden, Zeichnungen und Photographien.
Literature – eine Anthologie neuer Texte der karibischen Region wird für CARIFESTA erstellt und oft nutzen Autoren das Festival für Erstveröffentlichungen ihrer Werke. Es gibt auch Gedicht-Vorträge und Lesungen sowie Vorträge und Diskussionen in Universitäten und Konferenzzentren.
Folklore – Gruppen aus mehr als einem dutzend Ländern vermitteln die Farbigkeit und das Geheimnisvolle der karibischen und lateinamerikanischen Folklore und Legenden.
Crafts – zu den Events der CARIFESTA gehören auch handwerkliche Demonstrationen, zum Beispiel die Herstellung von Keramik, Holzschnitzerei, Malerei und Zeichnung.
Dance – zeigt Tanzdarbietungen von javanischem Hoftanz, Ballet, Volkstanz, dramatischer moderner Choreographie, klassischen indischen Tänzen bis hin zu spontanen Improvisationen.
Heritage Exhibitions – die Gastgeberländer stellen die unterschiedlichen kulturellen Strömungen und anthropologische Studien zu den Amerindians vor.
Family Life - CARIFESTA bietet gewöhnlich auch „Kid Zones“ und Familien-Workshops für Familien an.

## Regionale Gastgeber
| Gastgeberorte der CARIFESTA |                                 |                     |
| Carifesta                   | Datum                           | Gastgeber           |
| Carifesta I                 | 25. August – 15. September 1972 | Guyana              |
| Carifesta II                | 23. Juli – 2. August 1976       | Jamaika             |
| Carifesta III               | 1979                            | Kuba                |
| Carifesta IV                | 19. Juli – 3. August 1981       | Barbados            |
| Carifesta V                 | 22. – 28. August 1992           | Trinidad und Tobago |
| Carifesta VI                | August 1995                     | Trinidad und Tobago |
| Carifesta VII               | 17. – 26. August 2000           | St. Kitts und Nevis |
| Carifesta VIII              | 25. – 30. August 2003           | Suriname            |
| Carifesta IX                | September 2006                  | Trinidad und Tobago |
| Carifesta X                 | 22. – 31. August 2008           | Guyana              |
| Carifesta XI                | Abgesagt                        | Bahamas             |
| Carifesta XI                | 16.–26. August 2013             | Suriname            |
| Carifesta XII               | 21.–30. August 2015             | Haiti               |
| Carifesta XI                | 17.–27. August 2017             | Barbados            |
| Carifesta XIV               | 16.–25. August 2019             | Trinidad und Tobago |